# You got F'd in the A
You Got F'd in the A of You Got Fucked in the Ass is een aflevering van de animatieserie South Park. Het is de vierde episode van het achtste seizoen, en werd voor het eerst in april 2004 uitgezonden. De aflevering is een persiflage op de film You Got Served.

## Verhaal
Wanneer de jongens met hun radiobestuurde auto's spelen, worden ze uitgedaagd door een groep onbekende kinderen, die voor hun neus een breakdance uitvoeren. Het blijkt dat de jongens 'geserved' zijn, vernederd omdat ze de uitdaging niet konden beantwoorden met een eigen dans.
Even later komt Chef langs en vraagt wat er gebeurd is. Hij tilt er zwaar aan en doet alsof 'geserved' worden een traumatische ervaring is. Chef belt naar de ouders van de jongens. 's Avonds doet Stan zijn verhaal aan zijn vader Randy. Randy is geschokt dat zijn zoon zich zomaar laat 'serven' en leert hem enkele danspasjes aan.
De volgende dag komen Stan, Eric en Kyle de onbekende groep opnieuw tegen en herhaalt zich het spel. Ditmaal beantwoordt Stan de 'serve' met zijn net aangeleerde pasjes. De breakdancers zijn niet onder de indruk van zijn wat belachelijk aandoende vertoning, maar Stan krijgt de steun van het toegestroomde publiek, de inwoners van South Park. De jongens worden hierop uitgedaagd voor een officiële dance-off. Nu het serieus is, moeten ze op zoek naar versterking: kinderen die écht kunnen dansen.
Chef traint deze nieuw gevormde dansgroep, bestaande uit Stan, een 'Goth kid', het serveerstertje Mercedes van Raisins, de Aziaitsche Yao die expert is in het spel Dance Dance Revolution, en Jeffy de dansende eend. Hoewel ze Butters hadden willen vragen durft deze niet omdat hij getraumatiseerd is door een tapdanswedstrijd waarin hij een ongeluk veroorzaakte waarbij 8 mensen om het leven kwamen (eigenlijk 11 omdat een vrouw zwanger was en twee later zelfmoord pleegden). Chef probeert de nogal diverse groep te trainen en Stans vader Randy probeert de breakdancers te overtuigen hun uitdaging in te trekken. Hierop wordt deze het ziekenhuis ingeserved door de dansleraar van de andere groep, en hij smeekt Stan dit namens hem te wreken.
Op de grote dag kan Jeffy niet meedoen wegens een verstuikte enkel maar dan besluit Butters zijn jeugdtrauma te overwinnen en met de groep mee te dansen. Hij steelt de show maar dan schiet een tapdansschoen los en raakt een rij lampen, waardoor alle breakdancers en hun leraar verpletterd worden. Hierdoor wint South Park de wedstrijd omdat de uitdagers immers allemaal dood zijn. De dansers worden op de schouders genomen terwijl Butters het uitschreeuwt van afschuw.